# Sphoeroides trichocephalus
Sphoeroides trichocephalus är en fiskart som först beskrevs av Cope 1870.  Sphoeroides trichocephalus ingår i släktet Sphoeroides och familjen blåsfiskar. IUCN kategoriserar arten globalt som livskraftig. Inga underarter finns listade i Catalogue of Life.